# Frongsdysse
Der Frongsdysse ist eine megalithische Grabanlage der jungsteinzeitlichen Nordgruppe der Trichterbecherkultur im Kirchspiel Slagslunde in der dänischen Kommune Egedal.

## Lage
Das Grab liegt am nordöstlichen Ortsrand von Slagslunde südöstlich des Hesselvej auf einer Grünfläche. In der näheren Umgebung gibt bzw. gab es zahlreiche weitere megalithische Grabanlagen.

## Forschungsgeschichte
In den Jahren 1875 und 1942 führten Mitarbeiter des Dänischen Nationalmuseums Dokumentationen der Fundstelle durch. Weitere Dokumentationen erfolgten 1982 und 1990 durch Mitarbeiter der Forst- und Naturbehörde.

## Beschreibung
Die Anlage besitzt eine nordwest-südöstlich orientierte längliche Hügelschüttung, die ursprünglich etwa 38 m lang war. Mitte des 20. Jahrhunderts wurde ein Teil des Hügels abgetragen. Seine aktuelle Länge beträgt nach dem Bericht von 1982 23 m bzw. nach dem Bericht von 1990 25 m. Die Breite beträgt 11 m und die Höhe 2 m. Nach dem Bericht von 1875 war der Hügel in der Mitte etwas breiter als an den Enden. Drei mögliche Umfassungssteine sind erhalten: einer am nordöstlichen Ende und zwei an der südwestlichen Langseite.
Der Hügel enthielt mindestens eine Grabkammer, die wohl als Urdolmen anzusprechen ist. Sie lag 16 m vom südöstlichen Ende des Hügels und war nordwest-südöstlich orientiert. Sie hatte eine Länge von mindestens 0,8 m und eine Breite von etwa 0,6 m. 1875 waren noch ein Abschlussstein an einer Schmalseite, zwei beschädigte Wandsteine an den Langseiten und der abgerutschte Deckstein erhalten. Heute fehlen diese Steine vollständig.
Nur wenig nordwestlich, etwa in der ursprünglichen Hügelmitte wurde 1875 eine Grube registriert, in der viele aufgehäufte Steine lagen. Vielleicht befand sich hier ursprünglich eine zweite Kammer.

## Sage
Nach einer Sage erhielt der Dolmen seinen Namen nach einem Mann namens Frong, der ein Freund des Königs war. Eines Tages war er verschwunden, als der König nach im schickte. Als er schließlich zurückkam, entschuldigte er sich damit, dass er an einem wunderschönen Ort zu Mittag gegessen hatte – damals gab es überall Wald. Der König schenkte Frong ein großes Stück Land, auf dem er einen Bauernhof errichtete. Seine beiden Töchter sollen unter zwei beschrifteten schwarzen Grabsteinen bestattet sein, die jetzt zwei Ellen tief unter dem Boden, in der Nähe des Altars liegen sollen.